# Galáxia Seyfert

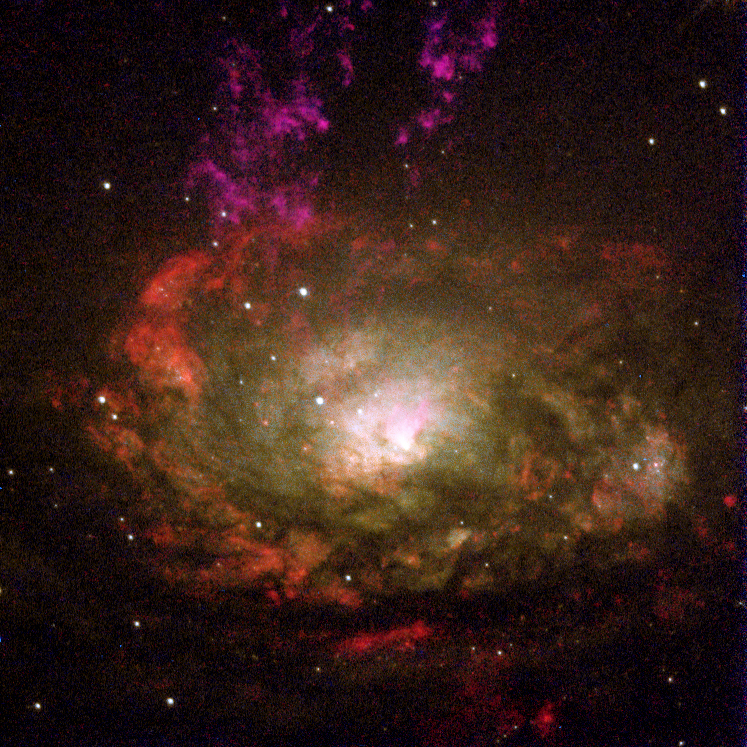
A galáxia do Compasso, que é uma Seyfert Tipo II.

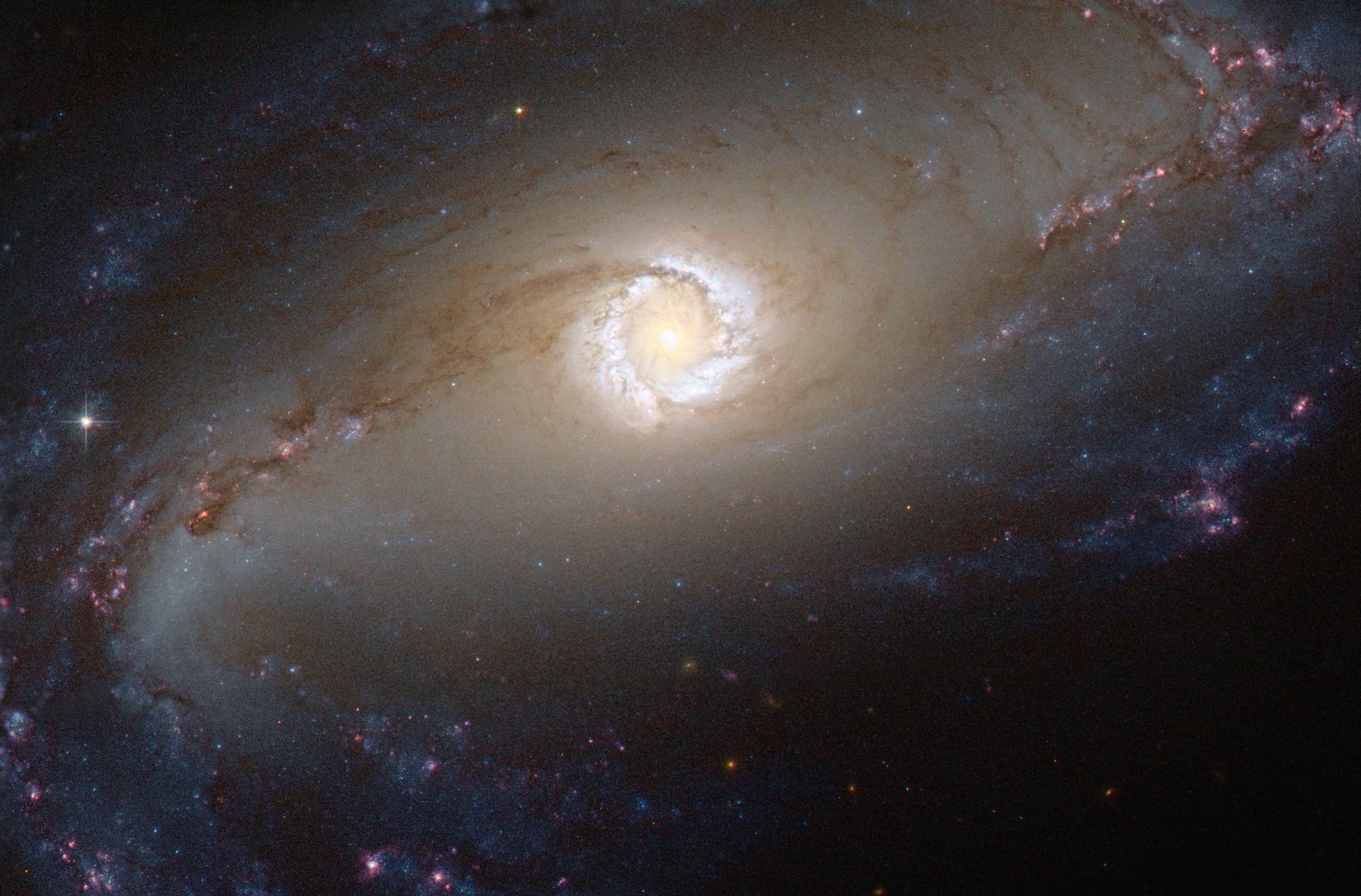
NGC 1097 é um exemplo de galaxia Seyfert. O buraco negro supermassivo do centro tem massa equivalente a 100 milhões de sóis. A área ao redor dele emite radiação vinda do material que está caindo no buraco negro.

As galáxias Seyfert são galáxias espirais que possuem núcleos extremamente pequenos e muito luminosos, contribuindo com metade da luminosidade total da galáxia na faixa do visível, sendo classificadas como uma galáxia ativa. O núcleo desse tipo de galáxia é da ordem de 10.000 vezes mais brilhante que o centro da nossa própria galáxia (Via Láctea), na verdade o núcleo da galáxia Seyfert mais brilhante conhecida (em 2007) é 10 vezes mais brilhante que a Via Láctea inteira. Além disso, sua luminosidade varia muito no tempo, ela pode dobrar ou cair pela metade dentro de um ano, o que por sua vez, indica que a região emissora deve ser muito compacta.
Algumas Seyferts emitem radiação em comprimentos de onda variando do infravermelho até os raios X, porém a maioria (75%) emite a maior parte de sua energia no infravermelho.
O espectro dessas galáxias exibe linhas de emissão alargadas, de elementos pesados altamente ionizados. A largura dessas linhas de emissão é interpretada como sendo devida ao deslocamento Doppler produzidas pelo gás emissor.
Em 1943, Carl Keenan Seyfert, um estudante de pós-doutorado trabalhando no Observatório Monte Wilson, foi o primeiro a descrever esse tipo de galáxia, que a partir de então passou a receber o seu nome.

## Tipos
As galáxias Seyfert são geralmente espirais (acredita-se que cerca de 1% de todas espirais são Seyfert) e podem ser classificadas em dois tipos de acordo com seu espectro.
- Tipo I: possuem as linhas espectrais permitidas bastante alargadas, enquanto as linhas proibidas são mais estreitas;
- Tipo II: possuem todas as linhas (permitidas e proibidas) da mesma largura.